# محمد علي طلعت
محمد علي طلعت (بالتركية: Mehmet Ali Talat)‏ (كيرينيا 6 يوليو 1952 -)، رئيس قبرص الشمالية منذ 25 أبريل 2005 حتى 23 أبريل 2010 خلفا للرئيس رؤوف دنكتاش.زعيم القبارصة الأتراك.

## روابط خارجية
- محمد علي طلعت على موقع مونزينجر (الألمانية)